# Chantier naval de Perno
Le chantier naval de Perno (finnois : Pernon telakka) est un chantier naval situé dans le quartier de Perno à Turku en Finlande.

## Présentation
Construit au bord de la baie Raisionlahti, le chantier naval est spécialisé dans la construction de navires de croisière, de traversiers et de constructions offshore.
Le chantier appartient à Meyer Turku.
Le chantier naval a une superficie de 144 hectares.
La cale sèche est large de 80 mètres et longue de 365 mètres.

### Navires construits au chantier naval
- M/S Viking Cinderella (Wärtsilä Meriteollisuus, Turku 1989), Viking Line
- M/S Silja Serenade (Masa Yards, Turku 1990) Silja Line
- M/S Silja Symphony (Masa Yards, Turku 1991) Silja Line
- Navires de croisière de classe Voyager[2] :
  - Voyager of the Seas (Aker Yards, Turku 1999) Royal Caribbean International
  - Explorer of the Seas (Aker Yards, Turku 2000) Royal Caribbean International
  - Adventure of the Seas (Aker Yards, Turku 2001) Royal Caribbean International
  - Navigator of the Seas (Aker Yards, Turku 2002) Royal Caribbean International
  - Mariner of the Seas (Aker Yards, Turku 2003) Royal Caribbean International
- Navires de croisière de classe Freedom :
  - Freedom of the Seas (Aker Yards, Turku 2006) Royal Caribbean International[3]
  - Liberty of the Seas (Aker Yards, Turku 2007) Royal Caribbean International[4]
  - Independence of the Seas (Aker Yards, Turku 2008) Royal Caribbean International[5]
- Navires de croisière de classe Oasis :
  - Oasis of the Seas (STX Europe, Turku 2009) Royal Caribbean International
  - Allure of the Seas (STX Europe, Turku 2010) Royal Caribbean International
- M/S Meri (STX Finland, Turku 2012) Oy Gaiamare Ab[6]
- M/S Viking Grace (STX Finland, Turku 2013) Viking Line Abp[7]
- Mein Schiff 3 (STX Finland, Turku 2014) TUI Cruises[8]
- Mein Schiff 4 (Meyer Turku, 2015) TUI Cruises[9]
- Mein Schiff 5 (Meyer Turku, 2016) TUI Cruises[10]
- M/S Megastar (Meyer Turku, 2017) Tallink Silja Oy
- Mein Schiff 6 (Meyer Turku, 2017) TUI Cruises[11]
- Mein Schiff 1 (Meyer Turku, 2018) TUI Cruises[12],[13]
- Mein Schiff 2 (Meyer Turku, 2019) TUI Cruises
- Navires de croisière de classe Excellence :
  - Costa Smeralda (Meyer Turku, 2019) Costa Croisières
  - Mardi Gras (Meyer Turku, 2020) Carnival Cruise Lines
  - Costa Toscana (Meyer Turku, 2021) Costa Croisières
  - Carnival Celebration (Meyer Turku, 2022) Carnival Cruise Lines
- Navires de croisière de classe Icon :
  - Icon of the Seas (Meyer Turku, 2023) Royal Caribbean International
  - Star of the Seas (Meyer Turku, 2025) Royal Caribbean International
- Mein Schiff 7 (Meyer Turku, 2024) TUI Cruises

### Commandes
| Livraison | Nom                | Arpentage (BRT/BRZ) | Client / propriétaire / exploitant       | Type                                |
| --------- | ------------------ | ------------------- | ---------------------------------------- | ----------------------------------- |
| 2025      | Tursas             | 4.000               | Finlande Gardes-frontières finlandais    | Patrouilleur hauturier              |
| 2026      | Legend of the Seas | 250.800             | États-Unis Royal Caribbean International | Navire de croisière 7 600 passagers |
| 2026      | Uisko              | 4.000               | Finlande Gardes-frontières finlandais    | Patrouilleur hauturier              |
| 2027      | N. N. (Icon 4)     | 250.800             | États-Unis Royal Caribbean International | Navire de croisière 7 600 passagers |